# دافني بولارد
دافني بولارد (بالإنجليزية: Daphne Pollard)‏ هي ممثلة أسترالية، ولدت في 19 أكتوبر 1892 بملبورن في أستراليا، وتوفيت في 22 فبراير 1978 بلوس أنجلوس في الولايات المتحدة.

## وصلات خارجية
- دافني بولارد على موقع IMDb (الإنجليزية)
- دافني بولارد على موقع قاعدة بيانات برودواي على الإنترنت (الإنجليزية)
- دافني بولارد على موقع قاعدة بيانات الفيلم (الإنجليزية)